# Claudia Weill
Pour les articles homonymes, voir Weill.
Claudia Weill est une réalisatrice, scénariste, chef-opératrice et actrice américaine née en 1947 à New York et surtout connue pour son film Girlfriends (1978), avec Melanie Mayron, Christopher Guest, Bob Balaban et Eli Wallach, réalisé de manière indépendante et vendu à Warner Bros. après de multiples récompenses à Cannes, Filmex et Sundance. En 2019, Girlfriends a été sélectionné par la Bibliothèque du Congrès pour être conservé dans le National Film Registry en raison de son importance culturelle, historique ou esthétique. Elle a réalisé ensuite C'est ma chance (1980) avec Jill Clayburgh, Michael Douglas et Charles Grodin.
Auparavant, elle avait réalisé 30 films pour Sesame Street, travaillé en tant que cadreuse indépendante et réalisé de nombreux documentaires, notamment The Other Half of the Sky: A China Memoir, un documentaire sur la première délégation de femmes en Chine en 1973, dirigée par Shirley MacLaine, nommé pour un Oscar et diffusé en salle et sur PBS.
Elle a également joué dans le film d'auteur The Scenic Route (1978) de Mark Rappaport.

## Filmographie

### Réalisatrice
- 1975 : The Other Half of the Sky: A China Memoir
- 1978 : Girlfriends
- 1980 : C'est ma chance[2]
- 1986 : Johnny Bull (téléfilm)
- 1988 : Giving Up the Ghost (téléfilm)
- 1991 : Face of a Stranger (téléfilm)
- 1992 : A Child Lost Forever (téléfilm)
- 1996 : Critical Choices (téléfilm)

### Actrice
- 1978 : The Scenic Route de Mark Rappaport
- 2013 : He's Way More Famous Than You (en) de Michael Urie